# Mistrzostwa Litwy w piłce siatkowej mężczyzn (2024/2025)
Meistro kodas Mistrzostwa Litwy w piłce siatkowej mężczyzn 2024/2025 (lit. Meistro kodas Lietuvos vyrų tinklinio čempionatas 2024/2025) – 84. sezon rozgrywek o mistrzostwo Litwy (wliczając mistrzostwa Kowna oraz mistrzostwa Litewskiej SRR) zorganizowany przez Litewski Związek Piłki Siatkowej (lit. Lietuvos tinklinio federacija, LTF).  Za jego przebieg odpowiadała Kowieńska Amatorska Liga Piłki Siatkowej (lit. Kauno tinklinio mėgėjų lyga, KTML). Rozpoczął się 10 listopada 2024 roku.
W mistrzostwach Litwy uczestniczyło 8 zespołów. W porównaniu z poprzednim sezonem do rozgrywek nie zgłosił się zespół RIO.
Rozgrywki składały się z fazy zasadniczej, fazy play-off oraz fazy finałowej. Drużyny Amber Volley i Elga Grafaitė S-Sportas brały udział w łotewskiej lidze narodowej, stąd do mistrzostw Litwy dołączyły w fazie play-off. W fazie zasadniczej zespoły rozegrały ze sobą po dwa mecze. Wyniki fazy zasadniczej decydowały o rozstawieniu w fazie play-off. Faza play-off obejmowała ćwierćfinały oraz turniej finałowy grup A i B. Zwycięzcy ćwierćfinałów kontynuowali rozgrywki w grupie A, przegrani natomiast w grupie B. W ramach turnieju finałowego rozegrane zostały półfinały, mecze o 3. miejsce i finały odpowiednio w grupach A i B.
Turniej finałowy odbył się w dniach 5-6 kwietnia 2025 roku w Centrum Sportu i Rekreacji w Olicie (lit. Alytaus sporto ir rekreacijos centras). Zwycięzcą grupy B została Sūduva. Po raz piąty mistrzostwo Litwy zdobył klub Amber Volley, który w finale grupy A pokonał zespół Elga Grafaitė S-Sportas. Trzecie miejsce zajęła drużyna Uniwersytetu Wileńskiego. Najlepszym zawodnikami (MVP) turnieju finałowego zostali Emilis Bartkus w grupia A oraz Algirdas Naučius w grupie B.
Sponsorem tytularnym rozgrywek było przedsiębiorstwo Meistro kodas.

## System rozgrywek
Mistrzostwa Litwy w sezonie 2024/2025 składały się z fazy zasadniczej oraz fazy play-off.
W fazie zasadniczej uczestniczyło 6 zespołów. Rozegrały one ze sobą po dwa mecze systemem kołowym (mecz u siebie i rewanż na wyjeździe). Miejsce w fazie zasadniczej decydowało o rozstawieniu w fazie play-off.
| Kryteria ustalenia pozycji w tabeli |
| O kolejności w tabeli decydowały następujące kryteria: 1. liczba punktów (3:0 i 3:1 – 3 punkty dla zwycięzcy, 0 punktów dla przegranego; 3:2 – 2 punkty dla zwycięzcy, 1 punkt dla przegranego; walkower – 3 punkty dla zwycięzcy, -1 punkt dla przegranego), 2. liczba zwycięstw, 3. stosunek setów wygranych do przegranych, 4. stosunek małych punktów zdobytych do straconych. |

Od fazy play-off do rozgrywek dołączyły drużyny Amber Volley i Elga Grafaitė S-Sportas. Zostały one rozstawione z numerami 1 i 2 zgodnie z klasyfikacją łotewskiej ligi narodowej. Faza play-off obejmowała ćwierćfinały oraz turniej finałowy grup A i B.
Pary ćwierćfinałowe powstały na podstawie numerów rozstawienia według klucza:
- para 1: 1 – 8;
- para 2: 4 – 5;
- para 3: 3 – 6;
- para 4: 7 – 2.

Rywalizacja w parach toczyła się do dwóch zwycięstw ze zmianą gospodarza po każdym meczu. Gospodarzem pierwszego spotkania w parze była drużyna z wyższym rozstawieniem. Zwycięzcy w parach awansowali do półfinałów grupy A, natomiast przegrani – do półfinałów grupy B.
Faza finałowa odbyła się w ciągu dwóch dni na jednej wyznaczonej hali. Pary półfinałowe grupy B utworzone zostały według klucza:
- para 1: przegrany w ćwierćfinałowej parze 1 – przegrany w ćwierćfinałowej parze 2;
- para 2: przegrany w ćwierćfinałowej parze 3 – przegrany w ćwierćfinałowej parze 4.

Zwycięzcy półfinałów rozegrali mecz finałowy o mistrzostwo grupy B, przegrani natomiast grali o 3. miejsce.
Pary półfinałowe grupy A utworzone zostały według klucza:
- para 1: zwycięzca w ćwierćfinałowej parze 1 – zwycięzca w ćwierćfinałowej parze 2;
- para 2: zwycięzca w ćwierćfinałowej parze 3 – zwycięzca w ćwierćfinałowej parze 4.

Zwycięzcy półfinałów rozegrali mecz finałowy o mistrzostwo Litwy, przegrani natomiast rywalizowali o 3. miejsce.

## Drużyny uczestniczące
W mistrzostwach Litwy w sezonie 2024/2025 uczestniczyło 8 drużyn. Drużyny Amber Volley i Elga Grafaitė S-Sportas jako uczestnicy łotewskiej ligi narodowej udział w rozgrywkach rozpoczęły od fazy play-off. W porównaniu z poprzednim sezonem do mistrzostw Litwy nie zgłosił się zespół RIO.
| Mistrzostwa Litwy 2024/2025                                                           | Mistrzostwa Litwy 2024/2025 |
| ------------------------------------------------------------------------------------- | --------------------------- |
| Amber Volley (Gorżdy)                                                                 | 1                           |
| Elga Grafaitė S-Sportas (Szawle)                                                      | 2                           |
| Sūduva (Mariampol)                                                                    | 3                           |
| Vilniaus universitetas                                                                | 4                           |
| Vilnius Tech                                                                          | 5                           |
| Alytaus Ultra                                                                         | 6                           |
| Lušis Volley (Rosienie)                                                               | 7                           |
| Vilniaus rajono sporto centras                                                        | 9                           |
| Oznaczenia: - kolumna druga – miejsce zajęte przez daną drużynę w poprzednim sezonie. |                             |

### Zmiany nazw drużyn
| Przed początkiem sezonu           | Przed początkiem sezonu           | Przed początkiem sezonu |
| --------------------------------- | --------------------------------- | ----------------------- |
| Nazwa drużyny w sezonie 2023/2024 | Nazwa drużyny w sezonie 2024/2025 |                         |
| Elga-Grafaitė-SC Dubysa           | Elga Grafaitė S-Sportas           |                         |

## Hale sportowe
| Drużyna                        | Hala sportowa                                              | Miejscowość |
| ------------------------------ | ---------------------------------------------------------- | ----------- |
| Alytaus Ultra                  | Alytaus tinklinio centras (Miklusėnų g. 36)                | Olita       |
| Amber Volley                   | Policijos sporto salė (Gamyklos g. 33)                     | Gorżdy      |
| Elga Grafaitė S-Sportas        | Sporto centras (SC) "Dubysa"                               | Szawle      |
| Lušis Volley                   | Raseinių kūno kultūros ir sporto centras (KKSC)            | Rosienie    |
| Sūduva                         | Marijampolės sporto centro (SC) sporto salė (Gamyklų g. 1) | Mariampol   |
| Vilniaus rajono sporto centras | Vilniaus rajono Nemenčinės Gedimino gimnazija              | Niemenczyn  |
| Vilniaus universitetas         | VU Sveikatos ir sporto centras                             | Wilno       |
| Vilnius Tech                   | Vilnius Tech – Sporto ir meno centras                      | Wilno       |
| Źródło:                        |                                                            |             |

| Elga Grafaitė S-SportasAmber VolleySūduvaVilniaus · universitetasLušis VolleyAlytaus UltraVilniaus rajono sporto centrasVilnius Tech Lokalizacja głównych obiektów sportowych |

## Trenerzy
| Drużyna                        | Trener               | Asystent trenera       | *             |
| ------------------------------ | -------------------- | ---------------------- | ------------- |
| Alytaus Ultra                  | Sigutė Kažukauskaitė | Algimantas Sakalauskas | [ 8 ] [ 9 ]   |
| Amber Volley                   | Serhij Szczehol      | —                      | [ 10 ]        |
| Elga-Grafaitė-SC Dubysa        | Modestas Strockis    | Aivaras Strockis       | [ 11 ]        |
| Lušis Volley                   | Aurimas Dyglys       | Antanas Lukošius       | [ 12 ] [ 13 ] |
| Sūduva                         | Romas Sujeta         | Raimondas Bendžiūnas   | [ 14 ] [ 15 ] |
| Vilniaus rajono sporto centras | Vidmantas Balys      | Edvin Romanovski       | [ 16 ] [ 17 ] |
| Vilniaus universitetas         | Tadas Donėla         | Algirdas Bučinskas     | [ 18 ] [ 19 ] |
| Vilnius Tech                   | Radoslav Adamovič    | Ramūnas Bitinas        | [ 20 ] [ 21 ] |

### Zmiany trenerów
| Przed sezonem |               |                 |       |
| Amber Volley  | Austris Štāls | Serhij Szczehol | [ a ] |

## Faza zasadnicza

### Tabela wyników
| Gospodarz \ Gość1              | SŪD | VU  | VTE | ALY | LUŠ | VRSC |
| ------------------------------ | --- | --- | --- | --- | --- | ---- |
| Sūduva                         | -   | 0:3 | 3:0 | 3:0 | 3:1 | 3:0  |
| Vilniaus universitetas         | 3:0 | -   | 3:1 | 3:0 | 3:2 | 3:0  |
| Vilnius Tech                   | 3:1 | 0:3 | -   | 2:3 | 3:1 | 3:0  |
| Alytaus Ultra                  | 3:1 | 1:3 | 1:3 | -   | 3:0 | 3:1  |
| Lušis Volley                   | 1:3 | 0:3 | 3:1 | 0:3 | -   | 3:1  |
| Vilniaus rajono sporto centras | 0:3 | 0:3 | 0:3 | 1:3 | 3:2 | -    |

Źródło: 
1 Drużyna gospodarzy jest wymieniona po lewej stronie tabeli.
Kolory:
  zwycięstwo gospodarzy 3:0 lub 3:1
  zwycięstwo gospodarzy 3:2
  zwycięstwo gości 3:0 lub 3:1
  zwycięstwo gości 3:2

### Terminarz i wyniki spotkań
| Data | Godz. | Gospodarz                      | Rezultat                                | Gość                           | Hala sportowa                  | Widzów | *      |
| --- | ----- | ------------------------------ | --------------------------------------- | ------------------------------ | ------------------------------ | ------ | ------ |
| I RUNDA |       |                                |                                         |                                |                                |        |        |
| 10.11.2024 | 13:00 | Vilniaus rajono sporto centras | 0:3 (20:25, 18:25, 25:27)               | Sūduva                         | Nemenčinės Gedimino gimnazija  | bd.    | [ 22 ] |
| 10.11.2024 | 15:30 | Alytaus Ultra                  | 1:3 (26:24, 20:25, 16:25, 13:25)        | Vilnius Tech                   | Alytaus tinklinio centras      | 189    | [ 23 ] |
| 16.11.2024 | 16:00 | Vilnius Tech                   | 3:0 (25:14, 25:16, 25:17)               | Vilniaus rajono sporto centras | Sporto ir meno centras         | 42     | [ 24 ] |
| 16.11.2024 | 17:00 | Lušis Volley                   | 0:3 (18:25, 13:25, 19:25)               | Vilniaus universitetas         | Raseinių KKSC                  | bd.    | [ 25 ] |
| 17.11.2024 | 17:00 | Alytaus Ultra                  | 3:1 (25:27, 25:13, 25:17, 27:25)        | Vilniaus rajono sporto centras | Alytaus tinklinio centras      | 173    | [ 26 ] |
| 23.11.2024 | 15:00 | Sūduva                         | 0:3 (17:25, 17:25, 18:25)               | Vilniaus universitetas         | Marijampolės SC sporto salė    | 46     | [ 27 ] |
| 24.11.2024 | 14:00 | Vilniaus rajono sporto centras | 3:2 (18:25, 29:27, 22:25, 25:20, 18:16) | Lušis Volley                   | Nemenčinės Gedimino gimnazija  | bd.    | [ 28 ] |
| 30.11.2024 | 15:00 | Sūduva                         | 3:0 (25:19, 27:25, 25:16)               | Alytaus Ultra                  | Marijampolės SC sporto salė    | 58     | [ 29 ] |
| 30.11.2024 | 16:00 | Vilnius Tech                   | 3:1 (23:25, 25:10, 25:21, 25:19)        | Lušis Volley                   | Sporto ir meno centras         | 37     | [ 30 ] |
| 1.12.2024 | 13:30 | Vilniaus universitetas         | 3:1 (25:17, 21:25, 25:18, 25:12)        | Vilnius Tech                   | VU Sveikatos ir sporto centras | 35     | [ 31 ] |
| 7.12.2024 | 15:00 | Sūduva                         | 3:0 (25:18, 27:25, 27:25)               | Vilnius Tech                   | Marijampolės SC sporto salė    | 42     | [ 32 ] |
| 7.12.2024 | 18:30 | Lušis Volley                   | 0:3 (21:25, 20:25, 14:25)               | Alytaus Ultra                  | Raseinių KKSC                  | bd.    | [ 33 ] |
| 8.12.2024 | 13:30 | Vilniaus universitetas         | 3:0 (25:20, 25:12, 25:18)               | Vilniaus rajono sporto centras | VU Sveikatos ir sporto centras | 30     | [ 34 ] |
| 14.12.2024 | 15:00 | Lušis Volley                   | 1:3 (20:25, 25:20, 17:25, 23:25)        | Sūduva                         | Raseinių KKSC                  | bd.    | [ 35 ] |
| 15.12.2024 | 15:00 | Alytaus Ultra                  | 1:3 (26:24, 24:26, 14:25, 21:25)        | Vilniaus universitetas         | Alytaus tinklinio centras      | 201    | [ 36 ] |
| II RUNDA |       |                                |                                         |                                |                                |        |        |
| 8.02.2025 | 14:00 | Sūduva                         | 3:0 (25:16, 25:20, 25:22)               | Vilniaus rajono sporto centras | Marijampolės SC sporto salė    | 34     | [ 37 ] |
| 8.02.2025 | 14:00 | Lušis Volley                   | 3:1 (26:24, 13:25, 25:20, 28:26)        | Vilnius Tech                   | Raseinių KKSC                  | bd.    | [ 38 ] |
| 8.02.2025 | 16:00 | Vilniaus universitetas         | 3:0 (25:21, 25:22, 25:18)               | Alytaus Ultra                  | VU Sveikatos ir sporto centras | 30     | [ 39 ] |
| 15.02.2025 | 14:00 | Lušis Volley                   | 3:1 (20:25, 25:21, 25:18, 25:19)        | Vilniaus rajono sporto centras | Raseinių KKSC                  | bd.    | [ 40 ] |
| 15.02.2025 | 17:00 | Vilnius Tech                   | 3:1 (23:25, 25:14, 25:15, 25:21)        | Sūduva                         | Sporto ir meno centras         | 20     | [ 41 ] |
| 22.02.2025 | 13:00 | Sūduva                         | 3:1 (25:15, 20:25, 25:17, 25:20)        | Lušis Volley                   | Marijampolės SC sporto salė    | 46     | [ 42 ] |
| 22.02.2025 | 17:00 | Vilnius Tech                   | 0:3 (23:25, 17:25, 19:25)               | Vilniaus universitetas         | Sporto ir meno centras         | 53     | [ 43 ] |
| 23.02.2025 | 13:00 | Vilniaus rajono sporto centras | 1:3 (23:25, 18:25, 25:23, 18:25)        | Alytaus Ultra                  | Nemenčinės Gedimino gimnazija  | bd.    | [ 44 ] |
| 23.02.2025 | 13:30 | Vilniaus universitetas         | 3:0 (25:18, 25:18, 28:26)               | Sūduva                         | VU Sveikatos ir sporto centras | 35     | [ 45 ] |
| 1.03.2025 | 13:00 | Vilniaus universitetas         | 3:2 (21:25, 19:25, 25:9, 25:16, 18:16)  | Lušis Volley                   | VU Sveikatos ir sporto centras | 50     | [ 46 ] |
| 1.03.2025 | 17:00 | Vilnius Tech                   | 2:3 (19:25, 21:25, 25:22, 25:23, 13:15) | Alytaus Ultra                  | Sporto ir meno centras         | 42     | [ 47 ] |
| 2.03.2025 | 13:00 | Vilniaus rajono sporto centras | 0:3 (16:25, 12:25, 16:25)               | Vilniaus universitetas         | Nemenčinės Gedimino gimnazija  | bd.    | [ 48 ] |
| 2.03.2025 | 15:00 | Alytaus Ultra                  | 3:1 (25:17, 17:25, 25:22, 25:23)        | Sūduva                         | Alytaus tinklinio centras      | 216    | [ 49 ] |
| 9.03.2025 | 13:00 | Vilniaus rajono sporto centras | 0:3 (26:28, 15:25, 15:25)               | Vilnius Tech                   | Nemenčinės Gedimino gimnazija  | bd.    | [ 50 ] |
| 9.03.2025 | 15:00 | Alytaus Ultra                  | 3:0 (25:21, 25:20, 25:22)               | Lušis Volley                   | Alytaus tinklinio centras      | 111    | [ 51 ] |
| Godziny do 27 października 2024 roku podane są według strefy czasowej UTC+3, a od 27 października 2024 roku według strefy czasowej UTC+2. Źródło: |       |                                |                                         |                                |                                |        |        |

### Tabela
| Lp. | Drużyna                        | Pkt | Mecze | Mecze | Mecze | Rodzaj wyniku | Rodzaj wyniku | Rodzaj wyniku | Rodzaj wyniku | Rodzaj wyniku | Rodzaj wyniku | Sety | Sety | Sety  | Małe punkty | Małe punkty | Małe punkty |
| Lp. | Drużyna                        | Pkt | M     | W     | P     | 3:0           | 3:1           | 3:2           | 2:3           | 1:3           | 0:3           | wyg. | prz. | stos. | zdob.       | str.        | stos.       |
| --- | ------------------------------ | --- | ----- | ----- | ----- | ------------- | ------------- | ------------- | ------------- | ------------- | ------------- | ---- | ---- | ----- | ----------- | ----------- | ----------- |
| 1   | Vilniaus universitetas         | 29  | 10    | 10    | 0     | 7             | 2             | 1             | 0             | 0             | 0             | 30   | 4    | 7.5   | 832         | 626         | 1.329       |
| 2   | Sūduva                         | 18  | 10    | 6     | 4     | 4             | 2             | 0             | 0             | 2             | 2             | 20   | 14   | 1.429 | 774         | 754         | 1.027       |
| 3   | Alytaus Ultra                  | 17  | 10    | 6     | 4     | 2             | 3             | 1             | 0             | 2             | 2             | 20   | 17   | 1.176 | 833         | 825         | 1.01        |
| 4   | Vilnius Tech                   | 16  | 10    | 5     | 5     | 2             | 3             | 0             | 1             | 2             | 2             | 19   | 18   | 1.056 | 845         | 780         | 1.083       |
| 5   | Lušis Volley                   | 8   | 10    | 2     | 8     | 0             | 2             | 0             | 2             | 3             | 3             | 13   | 26   | 0.5   | 796         | 911         | 0.874       |
| 6   | Vilniaus rajono sporto centras | 2   | 10    | 1     | 9     | 0             | 0             | 1             | 0             | 3             | 6             | 6    | 29   | 0.207 | 679         | 863         | 0.787       |

Źródło: 
Punktacja: 3:0 i 3:1 – 3 pkt; 3:2 – 2 pkt; 2:3 – 1 pkt; 1:3 i 0:3 – 0 pkt
Zasady ustalania kolejności: zob. sekcję powyżej

## Faza play-off
Godziny do 30 marca 2025 roku podane są według strefy czasowej UTC+2, a od 30 marca 2025 roku – według strefy czasowej UTC+3.

### Drabinka
|  |              |                                |              |                        |              |   |   |                         |                        |                   |                   |                   |       |       |       |
|  | Ćwierćfinały | Ćwierćfinały                   | Ćwierćfinały | Ćwierćfinały           | Ćwierćfinały |   |   | Półfinały               | Półfinały              | Półfinały         |                   |                   | Finał | Finał | Finał |
|  | Ćwierćfinały | Ćwierćfinały                   | Ćwierćfinały | Ćwierćfinały           | Ćwierćfinały |   |   | Półfinały               | Półfinały              | Półfinały         |                   |                   | Finał | Finał | Finał |
|  |              |                                |              |                        |              |   |   |                         |                        |                   |                   |                   |       |       |       |
|  |              |                                |              |                        |              |   |   |                         |                        |                   |                   |                   |       |       |       |
|  | 1            | Elga Grafaitė S-Sportas        | 3            | 3                      |              |   |   |                         |                        |                   |                   |                   |       |       |       |
|  | 1            | Elga Grafaitė S-Sportas        | 3            | 3                      |              |   |   |                         |                        |                   |                   |                   |       |       |       |
|  | 8            | Vilniaus rajono sporto centras | 0            | 0                      |              |   |   |                         |                        |                   |                   |                   |       |       |       |
|  | 8            | Vilniaus rajono sporto centras | 0            | 0                      |              |   | 1 | Elga Grafaitė S-Sportas | 3                      |                   |                   |                   |       |       |       |
|  |              |                                |              |                        |              |   | 1 | Elga Grafaitė S-Sportas | 3                      |                   |                   |                   |       |       |       |
|  |              |                                | 5            | Alytaus Ultra          | 0            |   |   |                         |                        |                   |                   |                   |       |       |       |
|  | 4            | Sūduva                         | 5            | Alytaus Ultra          | 0            | 0 | 1 |                         |                        |                   |                   |                   |       |       |       |
|  | 4            | Sūduva                         |              |                        |              |   |   |                         |                        |                   |                   |                   |       |       |       |
|  | 5            | Alytaus Ultra                  | 3            | 3                      |              |   |   |                         |                        |                   |                   |                   |       |       |       |
|  | 5            | Alytaus Ultra                  | 3            | 3                      |              |   | 1 | Elga Grafaitė S-Sportas | 1                      |                   |                   |                   |       |       |       |
|  |              |                                |              |                        |              |   |   |                         |                        |                   |                   |                   |       |       |       |
|  |              |                                | 2            | Amber Volley           | 3            |   |   |                         |                        |                   |                   |                   |       |       |       |
|  | 2            | Amber Volley                   | 2            | Amber Volley           | 3            | 3 | 3 |                         |                        |                   |                   |                   |       |       |       |
|  | 2            | Amber Volley                   |              |                        |              |   |   |                         |                        |                   |                   |                   |       |       |       |
|  | 7            | Lušis Volley                   | 0            | 1                      |              |   |   |                         |                        |                   |                   |                   |       |       |       |
|  | 7            | Lušis Volley                   | 0            | 1                      |              |   | 2 | Amber Volley            | 3                      | Mecz o 3. miejsce | Mecz o 3. miejsce | Mecz o 3. miejsce |       |       |       |
|  |              |                                |              |                        |              |   | 2 | Amber Volley            | 3                      | Mecz o 3. miejsce | Mecz o 3. miejsce | Mecz o 3. miejsce |       |       |       |
|  |              |                                | 3            | Vilniaus universitetas | 1            |   |   |                         |                        |                   |                   |                   |       |       |       |
|  | 3            | Vilniaus universitetas         | 3            | Vilniaus universitetas | 1            | 3 | 3 |                         |                        |                   |                   |                   |       |       |       |
|  | 3            | Vilniaus universitetas         |              |                        |              |   |   | 3                       | Vilniaus universitetas | 3                 |                   |                   |       |       |       |
|  | 6            | Vilnius Tech                   | 2            | 1                      |              |   |   | 3                       | Vilniaus universitetas | 3                 |                   |                   |       |       |       |
|  | 6            | Vilnius Tech                   | 2            | 1                      |              |   | 5 | Alytaus Ultra           | 1                      |                   |                   |                   |       |       |       |
|  |              |                                |              |                        |              |   | 5 | Alytaus Ultra           | 1                      |                   |                   |                   |       |       |       |

Źródło: 

### Ćwierćfinały
Format: do dwóch zwycięstw
| Data                        | Godz.                       | Gospodarz                      | Rezultat                                | Gość                               | Hala sportowa                      | Widzów                             | *                                  |
| --------------------------- | --------------------------- | ------------------------------ | --------------------------------------- | ---------------------------------- | ---------------------------------- | ---------------------------------- | ---------------------------------- |
| Elga Grafaitė S-Sportas (1) | Elga Grafaitė S-Sportas (1) | Elga Grafaitė S-Sportas (1)    | 2 – 0                                   | (8) Vilniaus rajono sporto centras | (8) Vilniaus rajono sporto centras | (8) Vilniaus rajono sporto centras | (8) Vilniaus rajono sporto centras |
| 11.03.2025                  | 17:00                       | Elga Grafaitė S-Sportas        | 3:0 (25:11, 25:12, 25:16)               | Vilniaus rajono sporto centras     | Sporto centras „Dubysa”            | bd.                                | [ 55 ]                             |
| 16.03.2025                  | 13:00                       | Vilniaus rajono sporto centras | 0:3 (13:25, 19:25, 16:25)               | Elga Grafaitė S-Sportas            | Nemenčinės Gedimino gimnazija      | 6                                  | [ 56 ]                             |
| Sūduva (4)                  | Sūduva (4)                  | Sūduva (4)                     | 0 – 2                                   | (5) Alytaus Ultra                  | (5) Alytaus Ultra                  | (5) Alytaus Ultra                  | (5) Alytaus Ultra                  |
| 15.03.2025                  | 13:00                       | Sūduva                         | 0:3 (23:25, 18:25, 16:25)               | Alytaus Ultra                      | Marijampolės SC sporto salė        | bd.                                | [ 57 ]                             |
| 22.03.2025                  | 12:30                       | Alytaus Ultra                  | 3:1 (25:23, 22:25, 25:19, 25:21)        | Sūduva                             | Alytaus tinklinio centras          | 223                                | [ 58 ]                             |
| Amber Volley (2)            | Amber Volley (2)            | Amber Volley (2)               | 2 – 0                                   | (7) Lušis Volley                   | (7) Lušis Volley                   | (7) Lušis Volley                   | (7) Lušis Volley                   |
| 11.03.2025                  | 18:00                       | Amber Volley                   | 3:0 (25:12, 25:15, 25:15)               | Lušis Volley                       | Policijos sporto salė              | bd.                                | [ 59 ]                             |
| 15.03.2025                  | 13:00                       | Lušis Volley                   | 1:3 (14:25, 26:24, 19:25, 20:25)        | Amber Volley                       | Raseinių KKSC                      | bd.                                | [ 60 ]                             |
| Vilniaus universitetas (3)  | Vilniaus universitetas (3)  | Vilniaus universitetas (3)     | 2 – 0                                   | (6) Vilnius Tech                   | (6) Vilnius Tech                   | (6) Vilnius Tech                   | (6) Vilnius Tech                   |
| 15.03.2025                  | 14:00                       | Vilniaus universitetas         | 3:2 (25:17, 25:19, 18:25, 22:25, 15:11) | Vilnius Tech                       | VU Sveikatos ir sporto centras     | 50                                 | [ 61 ]                             |
| 23.03.2025                  | 15:30                       | Vilnius Tech                   | 1:3 (19:25, 25:22, 21:25, 24:26)        | Vilniaus universitetas             | Sporto ir meno centras             | 59                                 | [ 62 ]                             |
| Źródło:                     |                             |                                |                                         |                                    |                                    |                                    |                                    |

### Turniej finałowy grupy A
Miejsce: Alytaus sporto ir rekreacijos centras, Olita

#### Półfinały
| Data      | Godz. | Gospodarz              | Rezultat                         | Gość                    | Widzów | *      |
| --------- | ----- | ---------------------- | -------------------------------- | ----------------------- | ------ | ------ |
| 5.04.2025 | 16:00 | Vilniaus universitetas | 1:3 (18:25, 25:23, 15:25, 14:25) | Amber Volley            | 153    | [ 63 ] |
| 5.04.2025 | 18:30 | Alytaus Ultra          | 0:3 (21:25, 26:28, 20:25)        | Elga Grafaitė S-Sportas | 256    | [ 64 ] |

#### Mecz o 3. miejsce
| Data      | Godz. | Gospodarz              | Rezultat                         | Gość          | Widzów | *      |
| --------- | ----- | ---------------------- | -------------------------------- | ------------- | ------ | ------ |
| 6.04.2025 | 16:00 | Vilniaus universitetas | 3:1 (25:19, 25:21, 27:29, 25:22) | Alytaus Ultra | 345    | [ 65 ] |

#### Finał
| Data      | Godz. | Gospodarz    | Rezultat                         | Gość                    | Widzów | *      |
| --------- | ----- | ------------ | -------------------------------- | ----------------------- | ------ | ------ |
| 6.04.2025 | 18:30 | Amber Volley | 3:1 (25:20, 25:20, 22:25, 25:23) | Elga Grafaitė S-Sportas | 273    | [ 66 ] |

### Turniej finałowy grupy B
Miejsce: Alytaus sporto ir rekreacijos centras, Olita

#### Drabinka
|  |           |                                |           |                   |   |       |        |       |
|  | Półfinały | Półfinały                      | Półfinały |                   |   | Finał | Finał  | Finał |
|  | Półfinały | Półfinały                      | Półfinały |                   |   | Finał | Finał  | Finał |
|  |           |                                |           |                   |   |       |        |       |
|  |           |                                |           |                   |   |       |        |       |
|  | 4         | Sūduva                         | 3         |                   |   |       |        |       |
|  | 4         | Sūduva                         | 3         |                   |   |       |        |       |
|  | 8         | Vilniaus rajono sporto centras | 0         |                   |   |       |        |       |
|  | 8         | Vilniaus rajono sporto centras | 0         |                   |   | 4     | Sūduva | 3     |
|  |           |                                |           |                   |   | 4     | Sūduva | 3     |
|  |           |                                | 6         | Vilnius Tech      | 1 |       |        |       |
|  | 6         | Vilnius Tech                   | 6         | Vilnius Tech      | 1 | 3     |        |       |
|  | 6         | Vilnius Tech                   |           |                   |   |       |        |       |
|  | 7         | Lušis Volley                   | 0         |                   |   |       |        |       |
|  | 7         | Lušis Volley                   | 0         | Mecz o 3. miejsce |   |       |        |       |
|  |           |                                |           |                   |   |       |        |       |
|  |           |                                |           |                   |   |       |        |       |
|  |           |                                |           |                   |   |       |        |       |
|  | 7         | Lušis Volley                   | 3         |                   |   |       |        |       |
|  | 7         | Lušis Volley                   | 3         |                   |   |       |        |       |
|  | 8         | Vilniaus rajono sporto centras | 0         |                   |   |       |        |       |
|  | 8         | Vilniaus rajono sporto centras | 0         |                   |   |       |        |       |

Źródło: 

#### Półfinały
| Data      | Godz. | Gospodarz    | Rezultat                  | Gość                           | Widzów | *      |
| --------- | ----- | ------------ | ------------------------- | ------------------------------ | ------ | ------ |
| 5.04.2025 | 11:00 | Sūduva       | 3:0 (25:19, 25:17, 25:13) | Vilniaus rajono sporto centras | 53     | [ 67 ] |
| 5.04.2025 | 13:30 | Lušis Volley | 0:3 (19:25, 17:25, 21:25) | Vilnius Tech                   | 75     | [ 68 ] |

#### Mecz o 3. miejsce
| Data      | Godz. | Gospodarz                      | Rezultat                  | Gość         | Widzów | *      |
| --------- | ----- | ------------------------------ | ------------------------- | ------------ | ------ | ------ |
| 6.04.2025 | 10:00 | Vilniaus rajono sporto centras | 0:3 (16:25, 21:25, 22:25) | Lušis Volley | 47     | [ 69 ] |

#### Finał
| Data      | Godz. | Gospodarz | Rezultat                         | Gość         | Widzów | *      |
| --------- | ----- | --------- | -------------------------------- | ------------ | ------ | ------ |
| 6.04.2025 | 12:30 | Sūduva    | 3:1 (25:23, 20:25, 25:17, 25:19) | Vilnius Tech | 127    | [ 70 ] |

## Klasyfikacja końcowa
| Poz. | Drużyna                        | Uwagi                              |
| 1.   | Amber Volley                   | prawo udziału w el. Ligi Mistrzów  |
| 2.   | Elga Grafaitė S-Sportas        | prawo udziału w Pucharze Challenge |
| 3.   | Vilniaus universitetas         |                                    |
| 4.   | Alytaus Ultra                  |                                    |
| 5.   | Sūduva                         |                                    |
| 6.   | Vilnius Tech                   |                                    |
| 7.   | Lušis Volley                   |                                    |
| 8.   | Vilniaus rajono sporto centras |                                    |

## Nagrody indywidualne
Nagrody indywidualne zostały przyznane najlepszym zawodnikom turnieju finałowego grupy A oraz najlepszemu graczowi z grupy B.
| Nagroda                  | Zawodnik           | Klub                    |
| ------------------------ | ------------------ | ----------------------- |
| Najlepszy zawodnik (MVP) | Emilis Bartkus     | Amber Volley            |
| Najlepszy rozgrywający   | Matas Navickas     | Amber Volley            |
| Najlepszy atakujący      | Erikas Makaras     | Elga Grafaitė S-Sportas |
| Najlepsi przyjmujący     | Artūras Vasiljevas | Vilniaus universitetas  |
| Najlepsi przyjmujący     | Nedas Danulevičius | Alytaus Ultra           |
| Najlepsi środkowi        | Edvinas Žaltauskas | Amber Volley            |
| Najlepsi środkowi        | Ignas Šlaustas     | Vilniaus universitetas  |
| Najlepszy libero         | Danielius Čumakas  | Amber Volley            |